# Rachel Webster
Rachel Webster (Australia, 3 de julio de 1951) es una astrofísica australiana que se convirtió en la segunda profesora de física en Australia. Sus principales áreas de enfoque son la astronomía extragaláctica y la cosmología; investiga los agujeros negros y las primeras estrellas del universo. Tiene un doctorado de la Universidad de Cambridge y ha ocupado cargos postdoctorales en la Universidad de Toronto y en la Universidad de Melbourne . 

## Biografía
Rachel Webster nació el 3 de julio de 1951, en el noreste de Victoria. Comenzó sus estudios en la escuela primaria Tallangatta y luego se mudó a Melbourne a la edad de seis años, donde asistió a la escuela primaria Blackburn South y luego a la Presbyterian Ladies College en Melbourne.  Su padre era ingeniero y su madre profesora de geografía; Ambos alentaron su interés en la física, la ciencia y las matemáticas desde una edad temprana. Se inspiró para dedicarse a la astronomía después de asistir a una conferencia sobre cosmología en la Universidad de Sídney en su último año de escuela.   

## Carrera
Se graduó de la Universidad de Monash en Melbourne en 1975 con una licenciatura en astrofísica.  Sin embargo, decepcionada por sus experiencias en la universidad, se encontró en el departamento de Obras Públicas del Gobierno de Victoria, donde compró y vendió bienes raíces.  Después de cuatro años en ese trabajo, se dio cuenta de que no estaba completamente satisfecha.  Esto la llevó a escribir a Martin Rees, jefe de astronomía de la Universidad de Cambridge, quien la alentó a obtener una maestría en física antes de inscribirse.  Completó una maestría en la Universidad de Sussex en 1980 y, en 1985, completó su doctorado en lentes gravitacionales y cosmología en la Universidad de Cambridge.  Luego asumió una posición postdoctoral en la Universidad de Toronto centrándose en la Cruz de Einstein, un cuásar con lentes gravitacionales.
En 1992, regresó a la Universidad de Melbourne, donde recibió una beca para investigación relacionada con la encuesta de Parkes Quasar.  Estaba principalmente preocupada por cómo las galaxias doblan la luz, conocida como lente gravitacional. Hoy en día, su grupo de investigación utiliza equipos que incluyen el telescopio compacto Australia, los telescopios Gemini, el telescopio Hubble y el observatorio de rayos X Chandra.  Es miembro del Consorcio Internacional, que ayuda a diseñar un nuevo radiotelescopio de baja frecuencia, que se instalará en Australia Occidental.  El objetivo final de Webster es identificar las primeras fuentes del universo. Esta información se está descubriendo a través de sus estudios y detección de átomos de hidrógeno reionizados y el análisis estructural de nubes de hidrógeno neutro. También ha llevado a cabo investigaciones sobre las regiones de emisión de cuásares, la cosmología, el campo de campo amplio de Murchison y la materia oscura. 
Webster ha sido presidenta del Comité Nacional de Astronomía y cocreado un Programa de Mujeres en Física, que ha ayudado a aumentar el número de mujeres graduadas en física en la Universidad de Melbourne.

## Honores y premios
- 2017 Miembro de la Academia Australiana de Ciencias
- 2010 Victorian Honor Roll of Women[1]
- 2008 Miembro de la Royal Society de Victoria.
- 2007 Miembro del Instituto Australiano de Física[1]
- 1998 Miembro de la Unión Astronómica Internacional[1]
- 1997 Inaugural Instituto Australiano de Física Conferencia de Mujeres en Física[9]
- 1988 Miembro de la American Astronomical Society.

Webster también es presidenta de la Junta Académica de la Universidad de Melbourne y ha sido galardonado con la Beca Robert Ellery. 